# Roger Smith (tenisista)
Roger Smith (ur. 20 stycznia 1964 we Freeport) – bahamski tenisista, reprezentant w Pucharze Davisa, olimpijczyk z Barcelony (1992) i Atlanty (1996).

## Kariera tenisowa
Karierę zawodową Smith rozpoczął w 1987 roku, a zakończył w 2002 roku.
W grze pojedynczej wygrał 1 turniej kategorii ATP Challenger Tour, w 1989 roku w Bossonnens. W rozgrywkach wielkoszlemowych w singlu najlepszym wynikiem Bahamczyka jest awans do 3 rundy na US Open z 1994 roku, gdzie został pokonany przez Pete’a Samprasa.
W grze podwójnej Smith triumfował w 3 imprezach rangi ATP World Tour i osiągnął 1 finał. W deblowych zawodach wielkoszlemowych najdalej doszedł w 1990 roku podczas US Open, osiągając razem z Andrew Castle’em ćwierćfinał.
W latach 1985–2000 reprezentował Bahamy w Pucharze Davisa. Zagrał łącznie w 74 meczach, z których w 37 zwyciężył.
W 1992 i 1996 Smith startował na igrzyskach olimpijskich. Wspólnie z Markiem Knowlesem grał w zawodach gry podwójnej, w Barcelonie (1992) przegrywając w 1 rundzie, a w Atlancie (1996) w 2 rundzie. W Barcelonie zagrał w konkurencji gry pojedynczej ponosząc porażkę w pierwszym meczu.
W rankingu gry pojedynczej Smith najwyżej był na 96. miejscu (1 sierpnia 1988), a w klasyfikacji gry podwójnej na 73. pozycji (4 marca 1991).

### Finały w turniejach ATP World Tour
| Nazwa                         |
| ----------------------------- |
| Wielki Szlem                  |
| Igrzyska olimpijskie          |
| ATP Tour World Championships  |
| ATP Masters Series            |
| ATP World Championship Series |
| ATP World Series              |

#### Gra podwójna (3–1)
| Końcowy wynik | Nr | Data                 | Turniej       | Nawierzchnia    | Partner      | Przeciwnicy                     | Wynik finału  |
| ------------- | -- | -------------------- | ------------- | --------------- | ------------ | ------------------------------- | ------------- |
| Zwycięzca     | 1. | 16 października 1988 | Tel Awiw-Jafa | Twarda          | Paul Wekesa  | Patrick Baur Alexander Mronz    | 6:3, 6:3      |
| Finalista     | 1. | 15 października 1989 | Tuluza        | Twarda (hala)   | Todd Nelson  | Mansur Bahrami Éric Winogradsky | 2:6, 6:7      |
| Zwycięzca     | 2. | 15 września 1991     | Brasília      | Dywanowa        | Kent Kinnear | Ricardo Acioly Mauro Menezes    | 6:4, 6:3      |
| Zwycięzca     | 3. | 4 lutego 1996        | Szanghaj      | Dywanowa (hala) | Mark Knowles | Jim Grabb Michael Tebbutt       | 4:6, 6:2, 7:6 |